# Klaus Fischer
Pour les articles homonymes, voir Fischer.
Klaus Fischer, né le 27 décembre 1949 à Kreuzstraßl, est ancien footballeur international allemand qui évoluait au poste d'attaquant.

## Biographie
Il joue 45 matchs et marque 32 buts entre 1977 et 1982 avec l'équipe d'Allemagne. 
Il marque le but qui conduit l'Allemagne à l'égalisation (3-3), en fin de prolongation lors de la demi-finale de la Coupe du monde 1982 contre la France, sur un retourné acrobatique.
Klaus Fischer a inscrit 268 buts en 533 matchs de Bundesliga, ce qui fait de lui le troisième meilleur réalisateur de ce championnat derrière Robert Lewandowski (284 buts) et Gerd Müller (365 buts).

## Carrière
- 1968-1970 : TSV Munich 1860  Allemagne
- 1970-1981 : Schalke 04  Allemagne
- 1981-1984 : FC Cologne  Allemagne
- 1984-1988 : VfL Bochum  Allemagne[1]

## Palmarès
- 45 sélections et 32 buts avec l'équipe d'Allemagne de l'Ouest entre 1977 et 1982
- Finaliste de la Coupe du monde 1982 avec l'Allemagne
- Vice-Champion d'Allemagne en 1972 et 1977 avec Schalke, en 1982 avec Cologne
- Vainqueur de la Coupe d'Allemagne en 1972 avec Schalke, en 1983 avec Cologne
- Meilleur buteur du championnat d'Allemagne en 1976 avec 29 buts
- Champion d'Allemagne de D2 en 1991 avec Schalke (en tant qu'entraîneur)